# Lijst van gouverneurs van Tamil Nadu
Dit is een lijst van gouverneurs van de Indiase deelstaat Tamil Nadu. De gouverneur is hoofd van de deelstaat en wordt voor een termijn van vijf jaar aangewezen door de president. De rol van de gouverneur is hoofdzakelijk ceremonieel en de echte uitvoerende macht ligt bij de ministerraad, met aan het hoofd de chief minister.
De deelstaat Tamil Nadu heette voor de onafhankelijkheid van India tot 1947 Madras Presidency en na de onafhankelijkheid Madras State. Op 14 januari 1969 werd de naam veranderd in Tamil Nadu.
| #   | Naam                           | Begin termijn    | Einde termijn     |
| --- | ------------------------------ | ---------------- | ----------------- |
| 1   | Archibald Nye                  | 15 augustus 1947 | 6 september 1948  |
| 2   | Krishna Kumarasingh Bhavasingh | 7 september 1948 | 11 maart 1952     |
| 3   | Sri Prakasa                    | 12 maart 1952    | 9 december 1956   |
| 4   | A. J. John                     | 10 december 1956 | 1 oktober 1957    |
| wnd | P. V. Rajamannar               | 2 oktober 1957   | 23 januari 1958   |
| 5   | Bhishnuram Medhi               | 24 januari 1958  | 3 mei 1964        |
| 6   | Jayachamaraja Wodeyar          | 4 mei 1964       | 23 november 1964  |
| wnd | P. Chandra Reddy               | 24 november 1964 | 7 februari 1965   |
| 7   | Jayachamaraja Wodeyar          | 8 februari 1965  | 27 juni 1966      |
| 8   | Ujjal Singh                    | 28 juni 1966     | 26 mei 1971       |
| 9   | Kodardas Kalidas Shah          | 27 mei 1971      | 15 juni 1976      |
| 10  | Mohan Lal Sukhadia             | 16 juni 1976     | 8 april 1977      |
| wnd | P. Govindan Nair               | 9 april 1977     | 26 april 1977     |
| 11  | Prabhudas Balubhai Patwari     | 27 april 1977    | 26 oktober 1980   |
| wnd | M. M. Ismail                   | 27 oktober 1980  | 3 november 1980   |
| 12  | Sadiq Ali                      | 4 november 1980  | 2 september 1982  |
| 13  | Sundar Lal Khurana             | 3 september 1982 | 16 februari 1988  |
| 14  | P. C. Alexander                | 17 februari 1988 | 23 mei 1990       |
| 15  | Surjit Singh Barnala           | 24 mei 1990      | 14 februari 1991  |
| 16  | Bhishma Narain Singh           | 15 februari 1991 | 30 mei 1993       |
| 17  | M. Chenna Reddy                | 31 mei 1993      | 2 december 1996   |
| wnd | Krishan Kant                   | 3 december 1996  | 24 januari 1997   |
| 18  | M. Fathima Beevi               | 25 januari 1997  | 2 juli 2001       |
| wnd | C. Rangarajan                  | 3 juli 2001      | 17 januari 2002   |
| 19  | P. S. Ramamohan Rao            | 18 januari 2002  | 2 november 2004   |
| 20  | Surjit Singh Barnala           | 3 november 2004  | 30 augustus 2011  |
| 21  | Konijeti Rosaiah               | 31 augustus 2011 | 1 september 2016  |
| wnd | Chennamaneni Vidyasagar Rao    | 2 september 2016 | 6 oktober 2017    |
| 22  | Banwarilal Purohit             | 6 oktober 2017   | 17 september 2021 |